# Cornwall (Jamaika)
Cornwall ist die westlichste Grafschaft (county) von Jamaika. Sie wurde 1758 geschaffen. In Cornwall liegt Montego Bay, die zweitgrößte Stadt Jamaikas.

Cornwall County

Cornwall besteht aus den Parishes:
- Hanover Parish
- Saint Elizabeth Parish
- Saint James Parish
- Trelawny Parish
- Westmoreland Parish